# آكلات حشرات إفريقية
آكلات الحشرات الإفريقية (الاسم العلمي: Afroinsectivora)، فرع حيوي من الثدييات يشتمل على زبابات الفيل والزبابيات الإفريقية. يتضمن هذا الفرع الحيوي زبابة الفيل، والعسربيات، والمدال.

## للاستزادة
- Waddell, P.J.; Kishino, H.; Ota, R. (2001). "A phylogenetic foundation for comparative mammalian genomics". Genome Informatics (بالإنجليزية). 12: 141–154. PMID:11791233.